# Liste der Kulturdenkmäler in Büdingen
Die folgende Liste enthält die in der Denkmaltopographie ausgewiesenen Kulturdenkmäler auf dem Gebiet  der  Stadt Büdingen, Wetteraukreis, Hessen.
Hinweis: Die Reihenfolge der Denkmäler in dieser Liste orientiert sich zunächst an Stadtteilen und anschließend der Anschrift, alternativ ist sie auch nach der Bezeichnung, der vom Landesamt für Denkmalpflege vergebenen Nummer oder der Bauzeit sortierbar.
Kulturdenkmäler werden fortlaufend im Denkmalverzeichnis des Landes Hessen durch das Landesamt für Denkmalpflege Hessen auf Basis des Hessischen Denkmalschutzgesetzes (HDSchG) geführt. Die Schutzwürdigkeit eines Kulturdenkmals hängt nicht von der Eintragung in das Denkmalverzeichnis des Landes Hessen oder der Veröffentlichung in der Denkmaltopographie ab.

Grundlage ist die Veröffentlichung der Denkmaltopographie Bundesrepublik Deutschland, Wetteraukreis I.

## Kulturdenkmäler nach Ortsteilen

### Büdingen
| Bild                                                   | Bezeichnung                                            | Lage                                                                                                  | Beschreibung | Bauzeit           | Objekt-Nr. |
| ------------------------------------------------------ | ------------------------------------------------------ | --- | --- | ----------------- | ---------- |
| weitere Bilder                                         | Gesamtanlage Altstadt                                  | Lage                                                                                                  | Die Gesamtanlage „befestigte Altstadt“ wird im Norden durch den Weg „Am Gebück“, im Osten durch den Damm am Oberhof, durch Teile der Stadtmauer und entlang der Parzellengrenze dem Verlauf der Vorburg folgend entlang des Marstalls in südlicher Richtung bis zum Seemenbach, im Süden durch den Seemenbach einschließlich der Mühltorbrücke bis zum Lohsteg und im Westen dem Lohsteg folgend am Untertor vorbei einschließlich des Stadtgrabens und dem Weg „Am Rosenkränzchen“ entlang einschließlich des Hirschgrabens zurück bis zum Weg „Am Gebück“ begrenzt. Die Erhaltung der Gesamtanlage liegt aus wissenschaftlichen, geschichtlichen und künstlerischen Gründen im öffentlichen Interesse. |                   | 2241 DDB   |
| Bild gesucht BW                                        | Gesamtanlage Am Hain                                   | Lage                                                                                                  | |                   | 2242 DDB   |
| Bild gesucht BW                                        | Gesamtanlage Brunostraße                               | Lage                                                                                                  | |                   | 2244 DDB   |
| Bild gesucht BW                                        | Gesamtanlage Großendorf-Friedhof                       | Lage                                                                                                  | |                   | 2245 DDB   |
| Bild gesucht BW                                        | Gesamtanlage Gymnasiumstraße                           | Lage                                                                                                  | |                   | 226044 DDB |
| Bild gesucht BW                                        | Gesamtanlage Hammermühle                               | Lage                                                                                                  | |                   | 2247 DDB   |
| Bild gesucht BW                                        | Gesamtanlage Hangbebauung                              | Lage                                                                                                  | |                   | 226045 DDB |
| Bild gesucht BW                                        | Gesamtanlage Israelitischer Friedhof                   | Lage                                                                                                  | |                   | 226014 DDB |
| Bild gesucht BW                                        | Gesamtanlage Lohsteg                                   | Lage                                                                                                  | |                   | 226046 DDB |
| Bild gesucht BW                                        | Gesamtanlage Mühle                                     | Lage                                                                                                  | |                   | 2248 DDB   |
| Bild gesucht BW                                        | Gesamtanlage Papiermühle                               | Lage                                                                                                  | |                   | 2243 DDB   |
| Bild gesucht BW                                        | Gesamtanlage Pfnorrstraße                              | Lage                                                                                                  | |                   | 404509 DDB |
| Bild gesucht BW                                        | Gesamtanlage Schlossbereich                            | Lage                                                                                                  | |                   | 2249 DDB   |
| Bild gesucht BW                                        | Gesamtanlage Thiergarten                               | Lage                                                                                                  | |                   | 2250 DDB   |
| weitere Bilder                                         | Gesamtanlage Vorstadt                                  | Lage                                                                                                  | |                   | 2251 DDB   |
| weitere Bilder                                         | Befestigungsanlagen                                    | Stadtbefestigung Lage                                                                                 | |                   | 2404 DDB   |
| weitere Bilder                                         | Meliorsturm                                            | Stadtbefestigung LageFlur: 1, Flurstück: 822                                                          | Südwestlicher Befestigungsturm |                   |            |
| weitere Bilder                                         | Grüner Turm                                            | Stadtbefestigung LageFlur: 1, Flurstück: 822                                                          | Rundturm mit Kegeldach |                   |            |
| weitere Bilder                                         | Roter Turm                                             | Stadtbefestigung LageFlur: 1, Flurstück: 822                                                          | Rundturm mit Kegeldach |                   |            |
| weitere Bilder                                         | Jerusalemer Tor                                        | Stadtbefestigung LageFlur: 1, Flurstück: 823, 824                                                     | |                   |            |
| weitere Bilder                                         | Jerusalemer Tor, Brücke über den Westgraben            | Stadtbefestigung LageFlur: 1, Flurstück: 827/1                                                        | |                   |            |
| weitere Bilder                                         | Großes Bollwerk                                        | Stadtbefestigung LageFlur: 1, Flurstück: 824                                                          | Nordwestlicher Rundturm mit Zinnenbekrönung |                   |            |
| weitere Bilder                                         | Hexenturm                                              | Stadtbefestigung LageFlur: 1, Flurstück: 824                                                          | Rundturm mit Zinnenbekrönung |                   |            |
| Mauerturm                                              | Mauerturm                                              | Stadtbefestigung LageFlur: 1, Flurstück: 824                                                          | Stumpf eines Halbschalenturm |                   |            |
| Mauerturm                                              | Mauerturm                                              | Stadtbefestigung LageFlur: 1, Flurstück: 824                                                          | Stumpf eines Halbschalenturm |                   |            |
| weitere Bilder                                         | Ludwigsturm                                            | Stadtbefestigung LageFlur: 1, Flurstück: 824                                                          | Nordöstlicher Befestigungsturm |                   |            |
| weitere Bilder                                         | Obertorturm                                            | Stadtbefestigung LageFlur: 1, Flurstück: 808                                                          | |                   |            |
| Küchenbachbastei                                       | Küchenbachbastei                                       | Stadtbefestigung LageFlur: 1, Flurstück: 810                                                          | |                   |            |
| Pulverturm                                             | Pulverturm                                             | Stadtbefestigung LageFlur: 1, Flurstück: 813                                                          | |                   |            |
| weitere Bilder                                         | Wohn- und Geschäftshaus                                | Altstadt 2 LageFlur: 1, Flurstück: 123                                                                | Fachwerkbau über hohem, massiven Hallengeschoss in Bruchsteinmauerwerk mit Hausteinkante. Wichtige Ecklage. In der Traufseite über stark profiliertem Schwellengesims noch Konstruktionsreste aus dem 16. Jh., Giebel im 19. Jh. konstruktiv erneuert. Kulturdenkmal wegen seiner städtebaulichen Bedeutung. |                   | 2252 DDB   |
| weitere Bilder                                         | Wohn- und Geschäftshaus                                | Altstadt 6 LageFlur: 1, Flurstück: 110/1                                                              | Giebelständiger, verputzter Fachwerkbau des 16. Jhs. über massivem Sockelgeschoss mit stark vorkragendem Giebel. Stichbogenportal mit Kerbschnittornamentik und Wappen im Zwickel, datiert 1576. Kulturdenkmal wegen seiner künstlerischen und städtebaulichen Bedeutung. |                   | 2253 DDB   |
| weitere Bilder                                         | Wohn- und Geschäftshaus                                | Altstadt 7/9 LageFlur: 1, Flurstück: 223/1                                                            | Giebelständiger Fachwerkbau über massivem Sockelgeschoss, spätmittelalterliches, gestäbtes Portal und frühbarocker Wappenstein im Erdgeschoss, dieser ursprünglich Kirchgasse 5. Das Obergeschoss stark verändert, der Giebel ursprünglich, mit umlaufenden Hohlkehlen. Der Fachwerkaufbau im späten 15. Jahrhundert entstanden, teilweise im 19. Jahrhundert verändert. Kulturdenkmal wegen seiner künstlerischen und städtebaulichen Bedeutung. |                   | 2254 DDB   |
| weitere Bilder                                         | Wohn- und Geschäftshaus                                | Altstadt 11 LageFlur: 1, Flurstück: 225/1                                                             | | 1811              | 2255 DDB   |
| weitere Bilder                                         | Wohn- und Geschäftshaus                                | Altstadt 13 LageFlur: 1, Flurstück: 226/2                                                             | | um 1700           | 2256 DDB   |
| Wohn- und Geschäftshaus                                | Wohn- und Geschäftshaus                                | Altstadt 15 LageFlur: 1, Flurstück: 227/1                                                             | |                   | 2257 DDB   |
| weitere Bilder                                         | Wohn- und Geschäftshaus                                | Altstadt 17 LageFlur: 1, Flurstück: 228/1                                                             | |                   | 2257 DDB   |
| weitere Bilder                                         | Wohn- und Geschäftshaus                                | Altstadt 19 LageFlur: 1, Flurstück: 229/1                                                             | |                   | 226027 DDB |
| weitere Bilder                                         | Wohn- und Geschäftshaus                                | Altstadt 21 LageFlur: 1, Flurstück: 230                                                               | |                   | 2258 DDB   |
| weitere Bilder                                         | Wohn- und Geschäftshaus                                | Altstadt 22 LageFlur: 1, Flurstück: 91                                                                | |                   | 2259 DDB   |
| weitere Bilder                                         | Gasthaus „Bleffe“                                      | Altstadt 23 LageFlur: 1, Flurstück: 231                                                               | | 1904              | 2260 DDB   |
| weitere Bilder                                         | Wohn- und Geschäftshaus                                | Altstadt 24 LageFlur: 1, Flurstück: 89                                                                | |                   | 2259 DDB   |
| weitere Bilder                                         | Schlaghaus                                             | Altstadt 30 LageFlur: 1, Flurstück: 235                                                               | Turmbau der mittelalterlichen Stadtbefestigung |                   |            |
| weitere Bilder                                         |                                                        | Altstadt 31 LageFlur: 1, Flurstück: 240/2                                                             | |                   | 2261 DDB   |
| weitere Bilder                                         | Melior’sches Haus                                      | Altstadt 33 LageFlur: 1, Flurstück: 241                                                               | | 1860              | 2262 DDB   |
| Bild gesucht BW                                        |                                                        | Am Gebück 1 LageFlur: 1, Flurstück: 674                                                               | | um 1900           | 226028 DDB |
| von Gehren'scher Brunnen, sog. Eselsborn               | von Gehren'scher Brunnen, sog. Eselsborn               | Am Hain LageFlur: 2, Flurstück: 306/5                                                                 | | 1810              | 2268 DDB   |
|                                                        |                                                        | Am Hain 1 LageFlur: 1, Flurstück: 15/5                                                                | | um 1720           | 2263 DDB   |
| weitere Bilder                                         | Bandhaus                                               | Am Hain 2 LageFlur: 2, Flurstück: 126/4                                                               | | 1572              | 2265 DDB   |
| Waisenhaus                                             | Waisenhaus                                             | Am Hain 3 LageFlur: 1, Flurstück: 13                                                                  | | um 1715           | 2264 DDB   |
| Bild gesucht BW                                        |                                                        | Am Hain 4 LageFlur: 2, Flurstück: 126/1                                                               | | 1902              | 2265 DDB   |
|                                                        |                                                        | Am Hain 8 LageFlur: 2, Flurstück: 125/15                                                              | | 1868              | 226029 DDB |
| Bild gesucht BW                                        | Ehemaliges Schießhaus                                  | Am Hain 9 LageFlur: 5, Flurstück: 92                                                                  | |                   | 226030 DDB |
| Bild gesucht BW                                        |                                                        | Am Hain 64 LageFlur: 2, Flurstück: 156/8                                                              | | um 1870           | 2266 DDB   |
| Bild gesucht BW                                        |                                                        | Am Hain 77 LageFlur: 5, Flurstück: 75/3                                                               | | um 1860           | 2267 DDB   |
| Bild gesucht BW                                        |                                                        | Am Hammer 14 LageFlur: 4, Flurstück: 15/2                                                             | | 1840              | 2269 DDB   |
| Bild gesucht BW                                        |                                                        | Am Hammer 17 LageFlur: 4, Flurstück: 13/2                                                             | Mühlenanlage |                   | 2270 DDB   |
| Bild gesucht BW                                        |                                                        | Am Junkerngarten 11 LageFlur: 1, Flurstück: 623/3                                                     | | vor 1928          | 226031 DDB |
| Bild gesucht BW                                        |                                                        | Am Junkerngarten 13 LageFlur: 1, Flurstück: 625/3                                                     | | um 1932           | 226032 DDB |
| Bild gesucht BW                                        | Ehemalige Offizierswohnungen                           | Am Junkerngarten 18, 20, 22 LageFlur: 1, Flurstück: 575/1                                             | |                   | 226033 DDB |
| weitere Bilder                                         | Pfarrkirche St. Remigius                               | Am Kreischborn 3 LageFlur: 16, Flurstück: 153                                                         | |                   | 2271 DDB   |
| Bild gesucht BW                                        | Villa                                                  | Am Rosenkränzchen 8 LageFlur: 1, Flurstück: 673/1                                                     | | 1909              | 226035 DDB |
| Bild gesucht BW                                        | Kelleranlage                                           | Am Rosenkränzchen 8, Wingertstraße 5, Wingertstarße 7 LageFlur: 1, Flurstück: 670, 671/2              | |                   | 226035 DDB |
| Bild gesucht BW                                        |                                                        | Am Rosenkränzchen 12 LageFlur: 1, Flurstück: 673/1                                                    | |                   | 226034 DDB |
| Bild gesucht BW                                        |                                                        | An der Papiermühle 6 LageFlur: 5, Flurstück: 67/4                                                     | |                   | 2273 DDB   |
| Bild gesucht BW                                        |                                                        | An der Papiermühle 7 LageFlur: 5, Flurstück: 67/2, 67/3                                               | |                   | 2273 DDB   |
| Bild gesucht BW                                        |                                                        | An der Saline 8 LageFlur: 13, Flurstück: 20/19, 20/20                                                 | | um 1840           | 2274 DDB   |
| Bild gesucht BW                                        |                                                        | An der Saline 9 LageFlur: 13, Flurstück: 26/5                                                         | | 1729              | 2275 DDB   |
| Westermann'sches Haus                                  | Westermann'sches Haus                                  | Auf dem Damm 2 LageFlur: 1, Flurstück: 214/7                                                          | | 1698              | 2276 DDB   |
| Ehemaliger Gasthof zum Schwan, jetzt 50er-Jahre-Museum | Ehemaliger Gasthof zum Schwan, jetzt 50er-Jahre-Museum | Auf dem Damm 3 LageFlur: 1, Flurstück: 215                                                            | | um 1500           | 2277 DDB   |
| Aussichtspavillon                                      | Aussichtspavillon                                      | Auf der Obersten Beunde LageFlur: 1, Flurstück: 743                                                   | | 1926              | 737202 DDB |
| Wohn- und Geschäftshaus                                | Wohn- und Geschäftshaus                                | Bahnhofstraße 1 LageFlur: 1, Flurstück: 535                                                           | |                   | 226036 DDB |
| Ehemalige Hofapotheke                                  | Ehemalige Hofapotheke                                  | Bahnhofstraße 4 LageFlur: 1, Flurstück: 492/6                                                         | | 1892              | 226037 DDB |
|                                                        |                                                        | Bahnhofstraße 19 LageFlur: 1, Flurstück: 584                                                          | | um 1900           | 226038 DDB |
|                                                        |                                                        | Bahnhofstraße 21 LageFlur: 1, Flurstück: 578/7                                                        | | 1890er Jahre      | 226039 DDB |
| Bild gesucht BW                                        | Villa                                                  | Bahnhofstraße 25 LageFlur: 1, Flurstück: 577/6                                                        | | 1888              | 226040 DDB |
| Bahnhof                                                | Bahnhof                                                | Bahnhofstraße 70 LageFlur: 13, Flurstück: 224/19                                                      | | 1870              | 184868 DDB |
| Stellwerk                                              | Stellwerk                                              | Bahnhofstraße (bei Nr. 70) LageFlur: 13, Flurstück: 224/24                                            | | 1890              | 184867 DDB |
| Bild gesucht BW                                        |                                                        | Berliner Straße 12 LageFlur: 1, Flurstück: 408                                                        | |                   | 226041 DDB |
| weitere Bilder                                         | „Neues Kreisamt“                                       | Berliner Straße 31 LageFlur: 13, Flurstück: 23/11                                                     | | um 1920           | 2278 DDB   |
| weitere Bilder                                         |                                                        | Brunostraße 1 LageFlur: 1, Flurstück: 438/3                                                           | | 1902              | 2279 DDB   |
| weitere Bilder                                         | Villa Dingeldein                                       | Brunostraße 7 LageFlur: 1, Flurstück: 395                                                             | | 1904              | 2280 DDB   |
| Schule                                                 | Schule                                                 | Brunostraße 8 LageFlur: 1, Flurstück: 393/2                                                           | |                   | 2281 DDB   |
|                                                        |                                                        | Brunostraße 9 LageFlur: 1, Flurstück: 396                                                             | | 1904              | 2282 DDB   |
| Villa                                                  | Villa                                                  | Brunostraße 11 LageFlur: 1, Flurstück: 397/1                                                          | | um 1900           | 226042 DDB |
|                                                        |                                                        | Brunostraße 13 LageFlur: 1, Flurstück: 398                                                            | | 1907              | 2283 DDB   |
| Amtshaus                                               | Amtshaus                                               | Brunostraße 14 LageFlur: 6, Flurstück: 173/1                                                          | | 1905/06           | 226043 DDB |
| Bild gesucht BW                                        | Teil der Sachgesamtheit Arbeitersiedlung               | Düdelsheimer Straße 37a, 37b LageFlur: 16, Flurstück: 287/5                                           | Doppelwohnhaus | um 1890           | 2284 DDB   |
| Bild gesucht BW                                        | Teil der Sachgesamtheit Arbeitersiedlung               | Düdelsheimer Straße 39a, 39b LageFlur: 16, Flurstück: 287/5                                           | Doppelwohnhaus | um 1890           | 2284 DDB   |
| Bild gesucht BW                                        | Teil der Sachgesamtheit Arbeitersiedlung               | Düdelsheimer Straße 41a, 41b LageFlur: 16, Flurstück: 287/5                                           | Doppelwohnhaus | um 1890           | 2284 DDB   |
| weitere Bilder                                         | Wohnhaus                                               | Erbsengasse 6 LageFlur: 1, Flurstück: 179                                                             | | 1719              | 2285 DDB   |
| weitere Bilder                                         | Wohnhaus                                               | Erbsengasse 11 LageFlur: 1, Flurstück: 21                                                             | | 1734              | 2286 DDB   |
| weitere Bilder                                         | Wohnhaus                                               | Erbsengasse 14/16 LageFlur: 1, Flurstück: 161, 163/1                                                  | |                   | 2287 DDB   |
| weitere Bilder                                         | Wohnhaus                                               | Erbsengasse 22 LageFlur: 1, Flurstück: 166                                                            | |                   | 2288 DDB   |
| weitere Bilder                                         | Wohnhaus                                               | Färbergasse 4 LageFlur: 1, Flurstück: 45                                                              | |                   | 2289 DDB   |
| Bild gesucht BW                                        |                                                        | Großendorf 7 LageFlur: 1, Flurstück: 562                                                              | |                   | 2290 DDB   |
| weitere Bilder                                         | Transformatorenturm                                    | Großendorf 9 LageFlur: 1, Flurstück: 563/1                                                            | | 1920er Jahre      | 226047 DDB |
| Schule                                                 | Schule                                                 | Gymnasiumstraße 2 LageFlur: 6, Flurstück: 345/10                                                      | Ehemaliges Gymnasium | 1878/79           | 2291 DDB   |
| weitere Bilder                                         | Ehem. Katasteramt mit Tergreve-Wandbild                | Gymnasiumstraße 5 LageFlur: 6, Flurstück: 172/3                                                       | | um 1890           | 2292 DDB   |
| Bild gesucht BW                                        |                                                        | Gymnasiumstraße 30 LageFlur: 6, Flurstück: 319/2                                                      | | 1895–96           | 2293 DDB   |
| Friedhof                                               | Friedhof                                               | Hinter der Ziegelhütte LageFlur: 16, Flurstück: 194                                                   | Fürstlich Ysenburgisches Eingangsportal | um 1850           | 2272 DDB   |
| weitere Bilder                                         | Wohnhaus                                               | Hohe Dammgasse 1 LageFlur: 1, Flurstück: 294                                                          | | 1618              | 2294 DDB   |
| weitere Bilder                                         | Wohnhaus                                               | Hohe Dammgasse 10 LageFlur: 1, Flurstück: 275                                                         | |                   | 2295 DDB   |
| weitere Bilder                                         | Wohnhaus                                               | Im Breul 4 LageFlur: 1, Flurstück: 205                                                                | |                   | 2296 DDB   |
| weitere Bilder                                         |                                                        | Im Breul 9 LageFlur: 1, Flurstück: 204, 819                                                           | | 1735              | 2297 DDB   |
| Bild gesucht BW                                        | Thiergarten Sommerschloss                              | Industriestraße 3 LageFlur: 88, Flurstück: 7/4                                                        | Herrenhaus | 1670–71           | 2381 DDB   |
| Bild gesucht BW                                        | Thiergarten Sommerschloss                              | Industriestraße 5 LageFlur: 88, Flurstück: 7/4                                                        | Wirtschaftsgebäude | um 1600           | 2381 DDB   |
| Bild gesucht BW                                        | Thiergarten Sommerschloss                              | Industriestraße 7 LageFlur: 88, Flurstück: 7/4                                                        | Wirtschaftsgebäude | um 1600           | 2381 DDB   |
| Bild gesucht BW                                        | Thiergarten Sommerschloss, Hofmauer                    | Industriestraße 7 LageFlur: 88, Flurstück: 7/4                                                        | | um 1600           | 2381 DDB   |
| Bild gesucht BW                                        |                                                        | Kellergasse 15 LageFlur: 6, Flurstück: 123                                                            | | um 1700           | 2298 DDB   |
| weitere Bilder                                         |                                                        | Kirchgasse 1 LageFlur: 1, Flurstück: 49                                                               | |                   | 2299 DDB   |
| weitere Bilder                                         |                                                        | Kirchgasse 2 LageFlur: 1, Flurstück: 94/2                                                             | |                   | 2300 DDB   |
| weitere Bilder                                         | „Freihaus“, ev. Pfarrhaus                              | Kirchgasse 4 LageFlur: 1, Flurstück: 100                                                              | | 1562              | 2301 DDB   |
|                                                        |                                                        | Kirchgasse 15 LageFlur: 1, Flurstück: 42/3                                                            | | um 1600           | 2302 DDB   |
| weitere Bilder                                         | Evangelische Stadtkirche (Ehem. St. Maria)             | Kirchgasse 17 LageFlur: 1, Flurstück: 41/1                                                            | Marienkirche |                   | 2303 DDB   |
| weitere Bilder                                         | Ehemaliges Hospital                                    | Kirchgasse 19 LageFlur: 1, Flurstück: 38/2                                                            | |                   | 2304 DDB   |
| weitere Bilder                                         | Ehemaliges Jagdhaus                                    | Kirchgasse 21 LageFlur: 1, Flurstück: 39/1                                                            | | 1819              | 226048 DDB |
| weitere Bilder                                         |                                                        | Kronengasse 5 LageFlur: 1, Flurstück: 136                                                             | |                   | 2305 DDB   |
| weitere Bilder                                         |                                                        | Kronengasse 7 LageFlur: 1, Flurstück: 34                                                              | |                   | 2306 DDB   |
| weitere Bilder                                         |                                                        | Kronengasse 9/11 LageFlur: 1, Flurstück: 25, 29, 32, 33                                               | |                   | 2307 DDB   |
| weitere Bilder                                         |                                                        | Kronengasse 10 LageFlur: 1, Flurstück: 137                                                            | | 1685              | 2308 DDB   |
| weitere Bilder                                         |                                                        | Kronengasse 12 LageFlur: 1, Flurstück: 160                                                            | |                   | 2309 DDB   |
| weitere Bilder                                         | „Urhaus“                                               | Kronengasse 14 LageFlur: 1, Flurstück: 22/8                                                           | |                   | 2310 DDB   |
| Bild gesucht BW                                        |                                                        | Kronengasse 22 LageFlur: 1, Flurstück: 28, 31                                                         | | um 1700           | 2311 DDB   |
| Bild gesucht BW                                        | Gartenhaus                                             | Lohsteg (zwischen Nr. 2 und 4) LageFlur: 1, Flurstück: 456                                            | | um 1760           | 2312 DDB   |
| weitere Bilder                                         | Laufbrunnen                                            | Marktplatz LageFlur: 1, Flurstück: 842                                                                | Marktbrunnen |                   | 2314 DDB   |
| weitere Bilder                                         |                                                        | Marktplatz 1 LageFlur: 1, Flurstück: 131                                                              | |                   | 2315 DDB   |
| weitere Bilder                                         |                                                        | Marktplatz 3 LageFlur: 1, Flurstück: 129/2                                                            | |                   | 2316 DDB   |
| weitere Bilder                                         |                                                        | Marktplatz 3a LageFlur: 1, Flurstück: 129/1                                                           | |                   | 2317 DDB   |
| weitere Bilder                                         |                                                        | Marktplatz 6 LageFlur: 1, Flurstück: 127                                                              | |                   | 2319 DDB   |
| Hinterhaus                                             | Hinterhaus                                             | Marktplatz 7 LageFlur: 1, Flurstück: 126                                                              | | um 1700           | 2320 DDB   |
| weitere Bilder                                         | Vorderhaus                                             | Marktplatz 7 LageFlur: 1, Flurstück: 126                                                              | | 1753              | 775351 DDB |
| Synagoge/Schule/Mikwe                                  | Synagoge/Schule/Mikwe                                  | Mühltorstraße 12 LageFlur: 6, Flurstück: 165/1                                                        | | um 1800           | 2321 DDB   |
|                                                        |                                                        | Mühltorstraße 18 LageFlur: 6, Flurstück: 162                                                          | |                   | 2322 DDB   |
| weitere Bilder                                         |                                                        | Mühltorstraße 20 LageFlur: 6, Flurstück: 161                                                          | |                   | 2323 DDB   |
| weitere Bilder                                         |                                                        | Mühltorstraße 21 LageFlur: 6, Flurstück: 115/1                                                        | | um 1750           | 2324 DDB   |
| weitere Bilder                                         | Schlossmühle, Hauptgebäude                             | Mühltorstraße 24 LageFlur: 6, Flurstück: 4/2                                                          | |                   | 2325 DDB   |
| Bild gesucht BW                                        | Schlossmühle, Brücke über den Mühlbach                 | Mühltorstraße 24, Mühlgraben LageFlur: 6, Flurstück: 531/3                                            | |                   | 2325 DDB   |
| weitere Bilder                                         |                                                        | Mühltorstraße 27 LageFlur: 6, Flurstück: 111                                                          | |                   | 2326 DDB   |
|                                                        |                                                        | Mühltorstraße 31, 31a LageFlur: 6, Flurstück: 109/2, 109/3                                            | | um 1800           | 2327 DDB   |
| weitere Bilder                                         |                                                        | Mühltorstraße 33 LageFlur: 6, Flurstück: 108/3                                                        | |                   | 2328 DDB   |
| weitere Bilder                                         |                                                        | Mühltorstraße 35 LageFlur: 6, Flurstück: 105/2                                                        | | um 1800           | 2329 DDB   |
| weitere Bilder                                         |                                                        | Müllergasse 2 LageFlur: 1, Flurstück: 101/1                                                           | | um 1700           | 2330 DDB   |
| weitere Bilder                                         |                                                        | Neustadt 1 LageFlur: 1, Flurstück: 132                                                                | |                   | 2331 DDB   |
| weitere Bilder                                         |                                                        | Neustadt 2 LageFlur: 1, Flurstück: 211                                                                | |                   | 2332 DDB   |
| weitere Bilder                                         |                                                        | Neustadt 5 LageFlur: 1, Flurstück: 150                                                                | |                   | 2333 DDB   |
| weitere Bilder                                         |                                                        | Neustadt 6 LageFlur: 1, Flurstück: 189                                                                | | um 1700           | 2334 DDB   |
| weitere Bilder                                         |                                                        | Neustadt 10 LageFlur: 1, Flurstück: 191                                                               | | 1661              | 2335 DDB   |
| weitere Bilder                                         |                                                        | Neustadt 15 LageFlur: 1, Flurstück: 284                                                               | | 16. Jh.           | 2336 DDB   |
| weitere Bilder                                         |                                                        | Neustadt 29/31 LageFlur: 1, Flurstück: 251, 252/5                                                     | |                   | 2337 DDB   |
| weitere Bilder                                         |                                                        | Neustadt 37 LageFlur: 1, Flurstück: 247                                                               | | 1733              | 2338 DDB   |
| weitere Bilder                                         |                                                        | Obergasse 2 LageFlur: 1, Flurstück: 297                                                               | |                   | 2339 DDB   |
| weitere Bilder                                         |                                                        | Obergasse 8 LageFlur: 1, Flurstück: 301/1                                                             | |                   | 2340 DDB   |
| weitere Bilder                                         |                                                        | Obergasse 10 LageFlur: 1, Flurstück: 308/5                                                            | |                   | 2341 DDB   |
| weitere Bilder                                         |                                                        | Obergasse 13 LageFlur: 1, Flurstück: 171                                                              | | 1610              | 2342 DDB   |
| weitere Bilder                                         |                                                        | Obergasse 15 LageFlur: 1, Flurstück: 170                                                              | |                   | 2343 DDB   |
| weitere Bilder                                         |                                                        | Obergasse 17 LageFlur: 1, Flurstück: 169                                                              | |                   | 2343 DDB   |
| weitere Bilder                                         |                                                        | Obergasse 18 LageFlur: 1, Flurstück: 316                                                              | |                   | 2344 DDB   |
| weitere Bilder                                         |                                                        | Obergasse 21 LageFlur: 1, Flurstück: 323                                                              | |                   | 2345 DDB   |
| weitere Bilder                                         | Oberhof, Hauptgebäude                                  | Obergasse 23 LageFlur: 1, Flurstück: 18                                                               | | 1569–1571         | 2347 DDB   |
| weitere Bilder                                         | Oberhof, Pferdestall                                   | Obergasse 23 LageFlur: 1, Flurstück: 18                                                               | |                   | 2347 DDB   |
| weitere Bilder                                         | Oberhof, Torhaus                                       | Obergasse 23 LageFlur: 1, Flurstück: 18                                                               | |                   | 2347 DDB   |
| weitere Bilder                                         | Oberhof, Östliches Nebengebäude                        | Obergasse 23 LageFlur: 1, Flurstück: 18                                                               | |                   | 2347 DDB   |
| weitere Bilder                                         | Oberhof, Südwestliches Nebengebäude                    | Obergasse 23 LageFlur: 1, Flurstück: 18                                                               | |                   | 2347 DDB   |
| weitere Bilder                                         | Oberhof, Südliches Nebengebäude                        | Obergasse 23 LageFlur: 1, Flurstück: 18                                                               | |                   | 2347 DDB   |
| weitere Bilder                                         |                                                        | Obergasse 28 LageFlur: 1, Flurstück: 320                                                              | |                   | 2348 DDB   |
| weitere Bilder                                         |                                                        | Obergasse 30 LageFlur: 1, Flurstück: 321/1                                                            | |                   | 2349 DDB   |
| weitere Bilder                                         |                                                        | Obergasse 32 LageFlur: 1, Flurstück: 324/2                                                            | |                   | 2350 DDB   |
| weitere Bilder                                         | Gasthaus                                               | Obergasse 52 LageFlur: 1, Flurstück: 336                                                              | |                   | 2351 DDB   |
| Pfarrhaus                                              | Pfarrhaus                                              | Pfnorrstraße 9 LageFlur: 6, Flurstück: 355                                                            | | 1907              | 226049 DDB |
| weitere Bilder                                         | sog. Altes Rathaus                                     | Rathausgasse 2 LageFlur: 1, Flurstück: 106                                                            | Ehemaliges Pfarrhaus |                   | 2352 DDB   |
| weitere Bilder                                         |                                                        | Rathausgasse 4 LageFlur: 1, Flurstück: 107                                                            | | um 1600           | 2353 DDB   |
| weitere Bilder                                         | Rathaus                                                | Rathausgasse 6 LageFlur: 1, Flurstück: 108                                                            | | 1458              | 2354 DDB   |
| weitere Bilder                                         |                                                        | Sattlergasse 1 LageFlur: 1, Flurstück: 122                                                            | |                   | 2355 DDB   |
| weitere Bilder                                         |                                                        | Sattlergasse 2 LageFlur: 1, Flurstück: 125/2                                                          | |                   | 2356 DDB   |
| Bild gesucht BW                                        |                                                        | Sattlergasse 3/5 LageFlur: 1, Flurstück: 120, 121                                                     | |                   | 2357 DDB   |
| weitere Bilder                                         |                                                        | Sattlergasse 7/9 LageFlur: 1, Flurstück: 119                                                          | |                   | 2358 DDB   |
| weitere Bilder                                         |                                                        | Schloßgasse 1 LageFlur: 1, Flurstück: 67                                                              | |                   | 2360 DDB   |
| weitere Bilder                                         |                                                        | Schloßgasse 2 LageFlur: 1, Flurstück: 77                                                              | |                   | 2361 DDB   |
| weitere Bilder                                         |                                                        | Schloßgasse 4 LageFlur: 1, Flurstück: 78                                                              | | 1620              | 2362 DDB   |
| weitere Bilder                                         |                                                        | Schloßgasse 7 LageFlur: 1, Flurstück: 63/2                                                            | |                   | 2363 DDB   |
|                                                        |                                                        | Schloßgasse 8 LageFlur: 1, Flurstück: 79/1                                                            | | 1569              | 2364 DDB   |
| weitere Bilder                                         |                                                        | Schloßgasse 9 LageFlur: 1, Flurstück: 62/1                                                            | |                   | 2365 DDB   |
| weitere Bilder                                         | „Luckisches Haus“                                      | Schloßgasse 11 LageFlur: 1, Flurstück: 55/1                                                           | | um 1500           | 2366 DDB   |
| weitere Bilder                                         |                                                        | Schloßgasse 14 LageFlur: 1, Flurstück: 82                                                             | | 1718              | 2367 DDB   |
| weitere Bilder                                         | Ehemaliges Pfarrhaus und Rektoratshaus                 | Schloßgasse 15 LageFlur: 1, Flurstück: 54/4                                                           | | 1560              | 2368 DDB   |
| weitere Bilder                                         |                                                        | Schloßgasse 16/18 LageFlur: 1, Flurstück: 83, 84                                                      | |                   | 2369 DDB   |
| weitere Bilder                                         |                                                        | Schloßgasse 20/20a LageFlur: 1, Flurstück: 85/1, 85/2                                                 | | 1609              | 2370 DDB   |
| weitere Bilder                                         |                                                        | Schloßgasse 21 LageFlur: 1, Flurstück: 50                                                             | |                   | 2371 DDB   |
| weitere Bilder                                         | Ehemalige lutherische Kirche                           | Schloßgasse 22 LageFlur: 1, Flurstück: 86                                                             | | 1770–74           | 2372 DDB   |
| weitere Bilder                                         |                                                        | Schloßgasse 23 LageFlur: 1, Flurstück: 93                                                             | |                   | 2373 DDB   |
| weitere Bilder                                         | Steinernes Haus                                        | Schloßgasse 24 LageFlur: 1, Flurstück: 88/1                                                           | | um 1500           | 2374 DDB   |
| weitere Bilder                                         |                                                        | Schloßgasse 25 LageFlur: 1, Flurstück: 92/1                                                           | | um 1600           | 2373 DDB   |
| weitere Bilder                                         | Schloss Büdingen, Kernburg                             | Schloßplatz 1, Am Schloß LageFlur: 1, Flurstück: 1, 5                                                 | | 12. Jh.           | 2359 DDB   |
| weitere Bilder                                         | Schloss Büdingen, Vorburg                              | Schloßplatz 2 LageFlur: 1, Flurstück: 2, 6, 7                                                         | | 12. Jh.           | 2359 DDB   |
| weitere Bilder                                         | Schloss Büdingen, westlicher Marstall                  | Schloßplatz 3 LageFlur: 1, Flurstück: 3                                                               | |                   | 2359 DDB   |
| Bild gesucht BW                                        | Schloss Büdingen, östlicher Marstall                   | Schloßplatz 3 LageFlur: 1, Flurstück: 3                                                               | |                   | 2359 DDB   |
| weitere Bilder                                         |                                                        | Schloßplatz 4 LageFlur: 1, Flurstück: 66                                                              | |                   | 2376 DDB   |
| weitere Bilder                                         |                                                        | Schloßplatz 5 LageFlur: 1, Flurstück: 61                                                              | |                   | 2377 DDB   |
| weitere Bilder                                         |                                                        | Schloßplatz 6 LageFlur: 1, Flurstück: 60                                                              | |                   | 2378 DDB   |
| weitere Bilder                                         |                                                        | Schloßplatz 7 LageFlur: 1, Flurstück: 59                                                              | | um 1730           | 2379 DDB   |
| weitere Bilder                                         | Ehemaliges Küchenmeisterhaus                           | Schloßplatz 9 LageFlur: 1, Flurstück: 40                                                              | |                   | 2380 DDB   |
| weitere Bilder                                         | Der Lohsteg                                            | Seemenbach (n.fl.Gew.II) (Lohsteg) LageFlur: 6, Flurstück: 526/1, 527                                 | Fußgängerbrücke | 17. Jh.           | 2313 DDB   |
| Bild gesucht BW                                        | Pfarrhaus                                              | Steinweg 19 LageFlur: 6, Flurstück: 322/1                                                             | | 1902              | 226050 DDB |
| weitere Bilder                                         | Ehemalig herrschaftliches Wirtshaus „Zum Stern“        | Vorstadt 3 LageFlur: 1, Flurstück: 512                                                                | | 1755              | 404432 DDB |
| weitere Bilder                                         | Wohn- und Geschäftshaus                                | Vorstadt 5 LageFlur: 1, Flurstück: 515/5                                                              | | um 1725           | 2384 DDB   |
| weitere Bilder                                         | Wohn- und Geschäftshaus                                | Vorstadt 6 LageFlur: 1, Flurstück: 463                                                                | | um 1720           | 2385 DDB   |
| weitere Bilder                                         | Wohn- und Geschäftshaus                                | Vorstadt 8 LageFlur: 1, Flurstück: 464                                                                | | 1714              | 2386 DDB   |
| weitere Bilder                                         | Wohn- und Geschäftshaus                                | Vorstadt 9 LageFlur: 1, Flurstück: 508/3                                                              | | 1715              | 2387 DDB   |
| weitere Bilder                                         | Wohn- und Geschäftshaus                                | Vorstadt 11 LageFlur: 1, Flurstück: 507/1                                                             | | um 1715           | 2388 DDB   |
| weitere Bilder                                         | Wohnhaus                                               | Vorstadt 13 LageFlur: 1, Flurstück: 503                                                               | |                   | 2389 DDB   |
| weitere Bilder                                         | Wohn- und Geschäftshaus                                | Vorstadt 15 LageFlur: 1, Flurstück: 502                                                               | | um 1725           | 2390 DDB   |
| weitere Bilder                                         | Wohn- und Geschäftshaus                                | Vorstadt 16 LageFlur: 1, Flurstück: 474                                                               | |                   | 2391 DDB   |
| weitere Bilder                                         | Wohn- und Geschäftshaus                                | Vorstadt 17 LageFlur: 1, Flurstück: 501                                                               | | um 1725           | 2392 DDB   |
| halblinkes Fachwerkhaus mit 4 Fenstern im EG           | Wohn- und Geschäftshaus                                | Vorstadt 18 LageFlur: 1, Flurstück: 475                                                               | | um 1715           | 2393 DDB   |
| weitere Bilder                                         | Wohn- und Geschäftshaus                                | Vorstadt 20 LageFlur: 1, Flurstück: 476                                                               | | um 1715           | 2394 DDB   |
| weitere Bilder                                         | Wohnhaus                                               | Vorstadt 21 LageFlur: 1, Flurstück: 499                                                               | | um 1725           | 2395 DDB   |
| weitere Bilder                                         | Wohn- und Geschäftshaus                                | Vorstadt 22 LageFlur: 1, Flurstück: 478                                                               | | 1723              | 2396 DDB   |
| Bild gesucht BW                                        | rückwärtige Bebauung                                   | Vorstadt 22 (rückwärtige Bebauung) LageFlur: 1, Flurstück: 478                                        | | um 1725           | 2397 DDB   |
| weitere Bilder                                         | Wohnhaus                                               | Vorstadt 23 LageFlur: 1, Flurstück: 498                                                               | | um 1725           | 2398 DDB   |
| weitere Bilder                                         | Wohn- und Geschäftshaus                                | Vorstadt 24 LageFlur: 1, Flurstück: 480                                                               | |                   | 2399 DDB   |
| weitere Bilder                                         | Wohn- und Geschäftshaus                                | Vorstadt 26 LageFlur: 1, Flurstück: 481/1                                                             | |                   | 2400 DDB   |
| weitere Bilder                                         | Wohn- und Geschäftshaus                                | Vorstadt 28 LageFlur: 1, Flurstück: 485/1                                                             | | um 1720           | 2401 DDB   |
| weitere Bilder                                         | Wohnhaus                                               | Vorstadt 32 LageFlur: 1, Flurstück: 486/1                                                             | | um 1725           | 2402 DDB   |
| weitere Bilder                                         | Wohnhaus                                               | Vorstadt 34 LageFlur: 1, Flurstück: 494                                                               | | 1725              | 2403 DDB   |
| Bild gesucht BW                                        | Eisenbahntunnel                                        | außerhalb der Ortslage LageFlur: 10, 13, Flurstück: 3/13, 3/14, 4/3, 15, 31, 32, 33, 34, 37, 38, 47/1 | | 1868–1870         | 404439 DDB |
| Waldkapelle                                            | Waldkapelle                                            | LageFlur: 98, Flurstück: 1                                                                            | | Mitte des 19. Jhs | 2382 DDB   |

2010 regten Büdinger Bürger an, das Wasserhäuschen am Pfaffenwald aus dem Jahr 1926 unter Denkmalschutz zu stellen. Im Dezember 2010 stufte das Landesamt für Denkmalpflege das Bauwerk als Denkmal ein. Im April 2011 riss die Stadt das Gebäude ab. 2015 scheiterte eine Klage der Stadt von 2012 gegen das Land (Denkmalschutzbehörde) und die Einstufung des Hochbehälters als Denkmal. Das Gericht entschied, dass der Abbruch widerrechtlich war. Das Wasserhäuschen ist wieder aufgebaut.

### Aulendiebach
| Bild                          | Bezeichnung                                      | Lage                                                          | Beschreibung | Bauzeit      | Objekt-Nr. |
| ----------------------------- | ------------------------------------------------ | ------------------------------------------------------------- | ------------ | ------------ | ---------- |
| Bild gesucht BW               | Gesamtanlage Aulendiebach                        | Lage                                                          |              |              | 2405 DDB   |
| Bild gesucht BW               | Fachwerkwohnhaus                                 | An der Waage 1 LageFlur: 1, Flurstück: 200/1                  |              |              | 2407 DDB   |
| Bild gesucht BW               | Fachwerkwohnhaus                                 | An der Waage 3 LageFlur: 1, Flurstück: 199/2                  |              | um 1800      | 2408 DDB   |
| Ehemaliges Rathaus und Schule | Ehemaliges Rathaus und Schule                    | An der Waage 6 LageFlur: 1, Flurstück: 196                    |              | 1742         | 2409 DDB   |
| Bild gesucht BW               | Fachwerkhofreite                                 | Glockenstraße 11 LageFlur: 1, Flurstück: 195                  |              | um 1800      | 2410 DDB   |
| Bild gesucht BW               | Hofanlage                                        | Glockenstraße 13 LageFlur: 1, Flurstück: 191/1                |              |              | 2411 DDB   |
| Bild gesucht BW               | Hofanlage                                        | Glockenstraße 24/26 LageFlur: 1, Flurstück: 184, 185, 189     |              | 18. Jh.      | 2412 DDB   |
| Bild gesucht BW               | Evangelische Kirche                              | Kirchstraße 25, Bei der Kirche LageFlur: 5, Flurstück: 70, 71 |              | Ende 14. Jh. | 2406 DDB   |
| Bild gesucht BW               | Wohnhaus                                         | Langgasse 4 LageFlur: 1, Flurstück: 215                       |              | 18. Jh.      | 2413 DDB   |
| Bild gesucht BW               | Wohnhaus                                         | Langgasse 5 LageFlur: 1, Flurstück: 165/1                     |              | um 1800      | 2414 DDB   |
| Bild gesucht BW               | Ehemalige Fürstlich-Ysenburgische Ökonomieanlage | Langgasse 12/14 LageFlur: 1, Flurstück: 219/2                 |              |              | 2415 DDB   |
| Bild gesucht BW               | Wohnhaus                                         | Langgasse 21 LageFlur: 1, Flurstück: 145                      |              | um 1830      | 2416 DDB   |

### Büches
| Bild            | Bezeichnung                              | Lage | Beschreibung                                       | Bauzeit | Objekt-Nr. |
| --------------- | ---------------------------------------- | --- | -------------------------------------------------- | ------- | ---------- |
| Bild gesucht BW | Sachgesamtheit Erbacher Hof              | Erbacher Hof 1, Beim Erbacher Hof, Erbacher Hof 2/3/4/5 LageFlur: 2, Flurstück: 47/3, 48, 50, 54, 56/1, 57/2, 139, 140, 141 | Hofanlage mit zugehörigen Bachlauf des Wolfsbaches |         | 2422 DDB   |
| Bild gesucht BW | Wohnhaus                                 | Am Weiher 1 LageFlur: 1, Flurstück: 107/2, 107/3                                                                            |                                                    |         | 2417 DDB   |
| Bild gesucht BW | Ehemaliges Back- und Feuerwehrgerätehaus | Bergstraße 2/4 LageFlur: 1, Flurstück: 73                                                                                   |                                                    |         | 782765 DDB |
| Bild gesucht BW | Alte Schule                              | Bergstraße 6 LageFlur: 1, Flurstück: 74                                                                                     |                                                    | 1836    | 782766 DDB |
| Bild gesucht BW | Wohnhaus                                 | Bergstraße 26 LageFlur: 1, Flurstück: 105/1                                                                                 |                                                    | 1913    | 2418 DDB   |
| Bild gesucht BW |                                          | Frankfurter Straße 28 LageFlur: 1, Flurstück: 50/1                                                                          |                                                    |         | 3862 DDB   |
| Bild gesucht BW | Wohnhaus                                 | Frankfurter Straße 37 LageFlur: 1, Flurstück: 65                                                                            |                                                    |         | 2420 DDB   |
| Bild gesucht BW | Hofanlage                                | Frankfurter Straße 42 LageFlur: 1, Flurstück: 60/3                                                                          |                                                    |         | 2421 DDB   |

### Calbach
| Bild            | Bezeichnung      | Lage                                                                    | Beschreibung | Bauzeit | Objekt-Nr. |
| --------------- | ---------------- | ----------------------------------------------------------------------- | ------------ | ------- | ---------- |
| Bild gesucht BW |                  | Im Höhlchen 29, Mittelstraße 12 LageFlur: 1, Flurstück: 248/3, 249, 250 |              |         | 2423 DDB   |
| Bild gesucht BW |                  | Limesstraße 30 LageFlur: 1, Flurstück: 182/1                            |              |         | 2424 DDB   |
| Bild gesucht BW |                  | Limesstraße 31 LageFlur: 1, Flurstück: 219/2                            |              |         | 2425 DDB   |
| weitere Bilder  | Ehemalige Schule | Mittelstraße 32 LageFlur: 1, Flurstück: 148/1                           |              | um 1830 | 2426 DDB   |
| Bild gesucht BW |                  | Mittelstraße 36 LageFlur: 1, Flurstück: 143/3                           |              | um 1720 | 2427 DDB   |
| Bild gesucht BW |                  | Mittelstraße 50 LageFlur: 1, Flurstück: 130/1                           |              |         | 2428 DDB   |

### Diebach am Haag
| Bild               | Bezeichnung          | Lage                                                  | Beschreibung | Bauzeit | Objekt-Nr. |
| ------------------ | -------------------- | ----------------------------------------------------- | ------------ | ------- | ---------- |
| Bild gesucht BW    | Gesamtanlage Diebach | Lage                                                  |              |         | 2430 DDB   |
|                    |                      | Altwiedermußer Straße 2 LageFlur: 1, Flurstück: 104/6 |              | um 1780 | 2431 DDB   |
| Bild gesucht BW    |                      | Altwiedermußer Straße 3 LageFlur: 1, Flurstück: 59    |              |         | 2432 DDB   |
| Bild gesucht BW    | Backhaus             | Altwiedermußer Straße 4 LageFlur: 1, Flurstück: 102   |              |         | 226019 DDB |
| Bild gesucht BW    | Hofanlage            | Altwiedermußer Straße 5 LageFlur: 1, Flurstück: 60    |              | um 1780 | 3863 DDB   |
| Bild gesucht BW    |                      | Altwiedermußer Straße 7 LageFlur: 1, Flurstück: 61    |              |         | 2434 DDB   |
|                    |                      | Altwiedermußer Straße 9 LageFlur: 1, Flurstück: 62    |              |         | 2435 DDB   |
|                    |                      | Altwiedermußer Straße 11 LageFlur: 1, Flurstück: 64/1 |              | um 1780 | 2436 DDB   |
|                    |                      | Altwiedermußer Straße 13 LageFlur: 1, Flurstück: 65   |              | um 1780 | 2437 DDB   |
| weitere Bilder     |                      | Altwiedermußer Straße 17 LageFlur: 1, Flurstück: 67   |              | um 1820 | 2438 DDB   |
| Bild gesucht BW    |                      | Altwiedermußer Straße 27 LageFlur: 1, Flurstück: 73   |              |         | 2439 DDB   |
| Rat- und Schulhaus | Rat- und Schulhaus   | Herrnhaager Straße 4 LageFlur: 1, Flurstück: 43/4     |              | 1739    | 2440 DDB   |
| weitere Bilder     |                      | Herrnhaager Straße 5 LageFlur: 1, Flurstück: 283      |              | um 1800 | 2441 DDB   |
| Bild gesucht BW    | Wiegehäuschen        | Herrnhaager Straße 16 LageFlur: 1, Flurstück: 291/2   |              |         | 226020 DDB |
|                    |                      | In der Hohl 3 LageFlur: 1, Flurstück: 40/1            |              |         | 2442 DDB   |
|                    |                      | In der Hohl 4 LageFlur: 1, Flurstück: 53/1            |              | um 1720 | 2444 DDB   |

### Düdelsheim
| Bild            | Bezeichnung                                 | Lage                                                              | Beschreibung                          | Bauzeit                                           | Objekt-Nr. |
| --------------- | ------------------------------------------- | ----------------------------------------------------------------- | ------------------------------------- | ------------------------------------------------- | ---------- |
| Bild gesucht BW | Gesamtanlage Düdelsheim -Nord               | Lage                                                              | Gesamtanlage nördlich des Seemenbachs |                                                   | 602445 DDB |
| Bild gesucht BW | Gesamtanlage Düdelsheim-Süd                 | Lage                                                              | Gesamtanlage südlich des Seemenbachs  |                                                   | 2445 DDB   |
| Bild gesucht BW |                                             | Am Alten Born 12 LageFlur: 1, Flurstück: 219                      |                                       | 18. Jh.                                           | 2446 DDB   |
| Bild gesucht BW |                                             | Am Weinberg 3 LageFlur: 1, Flurstück: 272                         |                                       |                                                   | 2447 DDB   |
| Bild gesucht BW |                                             | Am Weinberg 8 LageFlur: 1, Flurstück: 220/1                       |                                       | 18. Jh.                                           | 2448 DDB   |
| Bild gesucht BW |                                             | Am Weinberg 12 LageFlur: 1, Flurstück: 213/1                      |                                       | um 1750                                           | 2449 DDB   |
| Bild gesucht BW |                                             | Am Weinberg 14 LageFlur: 1, Flurstück: 212/1                      |                                       | 18. Jh.                                           | 2450 DDB   |
| Bild gesucht BW |                                             | Am Weinberg 16 LageFlur: 1, Flurstück: 188                        |                                       | 18. Jh.                                           | 226021 DDB |
| Bild gesucht BW |                                             | Am Weinberg 18 LageFlur: 1, Flurstück: 187                        |                                       | 18. Jh.                                           | 226021 DDB |
| Bild gesucht BW |                                             | Am Weinberg 25 LageFlur: 1, Flurstück: 163                        |                                       | um 1720                                           | 2451 DDB   |
| Kellergebäude   | Kellergebäude                               | Bei der Kirche, Bei der Kirche 6 LageFlur: 1, Flurstück: 158, 159 |                                       | 1613 (rechter Kellerbau), 1621 (linker Kellerbau) | 226057 DDB |
| weitere Bilder  | Evangelische Pfarrkirche mit Kriegerdenkmal | Bei der Kirche LageFlur: 1, Flurstück: 160, 161                   |                                       | 1859                                              | 2452 DDB   |
| Bild gesucht BW | Trafoturm                                   | Bei der Kirche 2 LageFlur: 1, Flurstück: 154/4                    |                                       | 1920er Jahre                                      | 226022 DDB |
| Bild gesucht BW | Fachwerkhofreite                            | Bei der Kirche 6 LageFlur: 1, Flurstück: 157                      |                                       | Anfang 19. Jh.                                    | 2454 DDB   |
| Bild gesucht BW |                                             | Bei der Kirche 7 LageFlur: 1, Flurstück: 156/5                    |                                       | um 1700                                           | 2455 DDB   |
| Bild gesucht BW |                                             | Burg 3 LageFlur: 1, Flurstück: 664                                |                                       | 1670/80                                           | 2456 DDB   |
| Bild gesucht BW |                                             | Burg 5 LageFlur: 1, Flurstück: 665                                |                                       | 1670/80                                           | 2456 DDB   |
| Bild gesucht BW |                                             | Geyergäßchen 6 LageFlur: 2, Flurstück: 227                        |                                       | 18. Jh.                                           | 2457 DDB   |
| Bild gesucht BW | Hofanlage                                   | Hauptstraße 10 LageFlur: 1, Flurstück: 259                        |                                       | 18. Jh.                                           | 2458 DDB   |
|                 |                                             | Hauptstraße 15 LageFlur: 1, Flurstück: 225                        |                                       | um 1800                                           | 2459 DDB   |
|                 |                                             | Hauptstraße 17 LageFlur: 1, Flurstück: 226/1                      |                                       | Mitte 18. Jh.                                     | 2460 DDB   |
| Hofanlage       | Hofanlage                                   | Hauptstraße 21 LageFlur: 1, Flurstück: 232                        |                                       | um 1800                                           | 2461 DDB   |
|                 |                                             | Hauptstraße 25 LageFlur: 1, Flurstück: 201/1                      |                                       |                                                   | 2462 DDB   |
| Bild gesucht BW |                                             | Hauptstraße 28 LageFlur: 1, Flurstück: 3/3                        |                                       | um 1690                                           | 2463 DDB   |
| Bild gesucht BW |                                             | Hauptstraße 35 LageFlur: 1, Flurstück: 148                        |                                       | 1897                                              | 2464 DDB   |
| Bild gesucht BW |                                             | Hauptstraße 36 LageFlur: 1, Flurstück: 98/1                       |                                       | um 1800                                           | 2465 DDB   |
| Bild gesucht BW | „Mosches-Häuschen“                          | Hauptstraße 38 LageFlur: 1, Flurstück: 100/1                      |                                       | um 1780                                           | 2466 DDB   |
| Bild gesucht BW |                                             | Hauptstraße 47 LageFlur: 1, Flurstück: 649                        |                                       | um 1800                                           | 2467 DDB   |
| Bild gesucht BW |                                             | Kirchweg 4 LageFlur: 1, Flurstück: 5                              |                                       | 1818                                              | 2468 DDB   |
| Bild gesucht BW |                                             | Mühlstraße 20 LageFlur: 1, Flurstück: 102                         |                                       | um 1800                                           | 2471 DDB   |
| Bild gesucht BW |                                             | Mühlstraße 22 LageFlur: 1, Flurstück: 104/2                       |                                       |                                                   | 2472 DDB   |
| Bild gesucht BW | Hofanlage                                   | Mühlstraße 27 LageFlur: 1, Flurstück: 230                         |                                       | um 1800                                           | 2473 DDB   |
| Bild gesucht BW |                                             | Mühlstraße 46 LageFlur: 1, Flurstück: 195/4                       |                                       | um 1800                                           | 2474 DDB   |
| Bild gesucht BW |                                             | Mühlstraße 50 LageFlur: 1, Flurstück: 200/1                       |                                       | um 1800                                           | 2475 DDB   |
| Bild gesucht BW |                                             | Mühlstraße 52 LageFlur: 2, Flurstück: 202/1                       |                                       | um 1680                                           | 2476 DDB   |
| Bild gesucht BW |                                             | Mühlstraße 54 LageFlur: 2, Flurstück: 203/1                       |                                       | Anfang 18. Jh.                                    | 2477 DDB   |
| Bild gesucht BW |                                             | Mühlstraße 58 LageFlur: 2, Flurstück: 211                         |                                       | um 1750                                           | 2478 DDB   |
| Bild gesucht BW |                                             | Mühlstraße 60 LageFlur: 2, Flurstück: 374/1                       |                                       | um 1800                                           | 2479 DDB   |
| Bild gesucht BW |                                             | Schulstraße 2 LageFlur: 2, Flurstück: 46/2                        |                                       |                                                   | 226024 DDB |
| Bild gesucht BW | Rathaus                                     | Schulstraße 10 LageFlur: 2, Flurstück: 16/3                       |                                       | um 1910                                           | 226025 DDB |
| Bild gesucht BW | Hofanlage                                   | Schulstraße 32 LageFlur: 2, Flurstück: 1                          |                                       |                                                   | 227220 DDB |
| Bild gesucht BW |                                             | Untergasse 4 LageFlur: 2, Flurstück: 239/1                        |                                       | Mitte 18. Jh.                                     | 2481 DDB   |
| Bild gesucht BW |                                             | Untergasse 6 LageFlur: 2, Flurstück: 240                          |                                       | um 1800                                           | 2482 DDB   |
| Bild gesucht BW |                                             | Untergasse 8 LageFlur: 2, Flurstück: 251/1                        |                                       | 18. Jh.                                           | 2483 DDB   |
| Bild gesucht BW |                                             | Untergasse 11 LageFlur: 2, Flurstück: 280                         |                                       |                                                   | 2484 DDB   |
| Bild gesucht BW |                                             | Untergasse 12 LageFlur: 2, Flurstück: 258/1                       |                                       |                                                   | 2485 DDB   |
| Bild gesucht BW |                                             | Untergasse 15 LageFlur: 2, Flurstück: 276                         |                                       | 18. Jh.                                           | 2486 DDB   |
| Bild gesucht BW |                                             | Untergasse 17 LageFlur: 2, Flurstück: 347/2                       |                                       | 18. Jh.                                           | 2487 DDB   |
| Bild gesucht BW |                                             | Untergasse 21 LageFlur: 2, Flurstück: 348                         |                                       | Anfang 18. Jh.                                    | 2488 DDB   |
| Bild gesucht BW |                                             | Untergasse 31 LageFlur: 2, Flurstück: 352/2                       |                                       | 1822                                              | 2489 DDB   |
| Bild gesucht BW |                                             | Untergasse 33 LageFlur: 2, Flurstück: 353/1                       |                                       |                                                   | 2490 DDB   |
| Bild gesucht BW |                                             | Wingertgasse 4 LageFlur: 1, Flurstück: 643/6                      |                                       | 18. Jh.                                           | 2491 DDB   |
| Bild gesucht BW |                                             | Wingertgasse 5 LageFlur: 1, Flurstück: 130/4                      |                                       | um 1750                                           | 2492 DDB   |
|                 |                                             | Zum Seemenbach 1 LageFlur: 1, Flurstück: 24                       |                                       | um 1720                                           | 2493 DDB   |
|                 |                                             | Zum Seemenbach 8 LageFlur: 1, Flurstück: 239                      |                                       | um 1800                                           | 2494 DDB   |

### Dudenrod
| Bild                                                              | Bezeichnung                                                       | Lage                                          | Beschreibung | Bauzeit | Objekt-Nr. |
| ----------------------------------------------------------------- | ----------------------------------------------------------------- | --------------------------------------------- | ------------ | ------- | ---------- |
| Ehemaliges Schulgebäude und Amtshaus, jetzt Dorfgemeinschaftshaus | Ehemaliges Schulgebäude und Amtshaus, jetzt Dorfgemeinschaftshaus | Wolfer Straße 20 LageFlur: 1, Flurstück: 22/1 |              |         | 2496 DDB   |

### Eckartshausen
| Bild             | Bezeichnung                            | Lage                                                                                 | Beschreibung                                    | Bauzeit        | Objekt-Nr. |
| ---------------- | -------------------------------------- | ------------------------------------------------------------------------------------ | ----------------------------------------------- | -------------- | ---------- |
| Bild gesucht BW  | Gesamtanlage Eckartshausen             | Lage                                                                                 |                                                 |                | 602498 DDB |
| Backhaus         | Backhaus                               | Burggasse 1 LageFlur: 1, Flurstück: 135                                              |                                                 | 18. Jh.        | 2499 DDB   |
| weitere Bilder   |                                        | Burggasse 2 LageFlur: 1, Flurstück: 218/2                                            |                                                 | um 1730        | 2500 DDB   |
| weitere Bilder   |                                        | Burggasse 4 LageFlur: 1, Flurstück: 214/3                                            |                                                 | 1710           | 2501 DDB   |
| weitere Bilder   |                                        | Burggasse 6 LageFlur: 1, Flurstück: 213                                              |                                                 | um 1800        | 2502 DDB   |
| weitere Bilder   | Sachgesamtheit Ehemaliges Kloster      | Gut Marienborn 1, Gut Marienborn LageFlur: 14, Flurstück: 1/3, 1/4, 2, 6, 7, 8, 35/1 | Ehemaliges Zisterzienserinnenkloster Marienborn |                | 2518 DDB   |
| Bild gesucht BW  | Ehemalige jüdische Schule und Synagoge | Hanauer Weg 7 LageFlur: 1, Flurstück: 193                                            |                                                 |                | 2504 DDB   |
| Bild gesucht BW  | Eckartshäuser Mühle                    | Hirschgasse 18 LageFlur: 1, Flurstück: 2/9                                           |                                                 | um 1810        | 404218 DDB |
| weitere Bilder   | Evangelische Pfarrkirche               | Oberpforte 2 LageFlur: 1, Flurstück: 131                                             |                                                 | 1879           | 2505 DDB   |
|                  |                                        | Oberpforte 4 LageFlur: 1, Flurstück: 127                                             |                                                 | um 1800        | 2506 DDB   |
|                  |                                        | Oberpforte 5 LageFlur: 1, Flurstück: 124/2                                           |                                                 |                | 2507 DDB   |
|                  |                                        | Oberpforte 14 LageFlur: 1, Flurstück: 157/1                                          |                                                 | 1834           | 2508 DDB   |
|                  |                                        | Oberpforte 16 LageFlur: 1, Flurstück: 158/1                                          |                                                 | Anfang 19. Jh. | 2509 DDB   |
| Bild gesucht BW  |                                        | Oberpforte 18 LageFlur: 1, Flurstück: 159/2                                          |                                                 | um 1710        | 2510 DDB   |
| weitere Bilder   | Ehemals Gericht, Schule und Rathaus    | Unterpforte 21 LageFlur: 1, Flurstück: 132                                           |                                                 | 1733           | 2511 DDB   |
| Hofanlage        | Hofanlage                              | Unterpforte 29 LageFlur: 1, Flurstück: 185                                           |                                                 |                | 2513 DDB   |
| Fachwerkhofreite | Fachwerkhofreite                       | Unterpforte 32 LageFlur: 1, Flurstück: 61                                            |                                                 | 1824           | 2512 DDB   |
| Bild gesucht BW  |                                        | Unterpforte 50 LageFlur: 1, Flurstück: 232                                           |                                                 | 17. Jh.        | 226026 DDB |
|                  |                                        | Zum Krebsbach 1 LageFlur: 1, Flurstück: 222/1                                        |                                                 | Mitte 18. Jh.  | 2514 DDB   |
|                  |                                        | Zum Krebsbach 3 LageFlur: 1, Flurstück: 223                                          |                                                 | Anfang 19. Jh. | 2515 DDB   |
| Bild gesucht BW  |                                        | Zum Krebsbach 4 LageFlur: 1, Flurstück: 54                                           |                                                 | um 1800        | 2516 DDB   |

### Lorbach
| Bild            | Bezeichnung                      | Lage                                               | Beschreibung | Bauzeit | Objekt-Nr. |
| --------------- | -------------------------------- | -------------------------------------------------- | ------------ | ------- | ---------- |
| weitere Bilder  | Gesamtanlage Herrnhaag           | Lage                                               |              | 1738    | 2522 DDB   |
| Bild gesucht BW |                                  | Herrnhuter Straße 24 LageFlur: 1, Flurstück: 58/1  |              | um 1800 | 2524 DDB   |
| Bild gesucht BW | Ehemaliger Schul- und Rathausbau | Herrnhuter Straße 40 LageFlur: 1, Flurstück: 124/3 |              | 1895    | 2523 DDB   |
| Bild gesucht BW |                                  | Herrnhuter Straße 41 LageFlur: 1, Flurstück: 106   |              | um 1890 | 2519 DDB   |
| Bild gesucht BW |                                  | Herrnhuter Straße 44 LageFlur: 1, Flurstück: 118/2 |              | um 1790 | 2521 DDB   |

### Michelau
| Bild             | Bezeichnung      | Lage                                            | Beschreibung | Bauzeit | Objekt-Nr. |
| ---------------- | ---------------- | ----------------------------------------------- | ------------ | ------- | ---------- |
| Bild gesucht BW  |                  | Moosbergstraße 18 LageFlur: 1, Flurstück: 112   |              | um 1800 | 2525 DDB   |
| Ehemalige Schule | Ehemalige Schule | Moosbergstraße 20 LageFlur: 1, Flurstück: 111/4 |              |         | 2526 DDB   |
| Bild gesucht BW  |                  | Moosbergstraße 32 LageFlur: 1, Flurstück: 165   |              | um 1800 | 2527 DDB   |

### Orleshausen
| Bild            | Bezeichnung                        | Lage                                                        | Beschreibung | Bauzeit        | Objekt-Nr. |
| --------------- | ---------------------------------- | ----------------------------------------------------------- | ------------ | -------------- | ---------- |
| Bild gesucht BW | Gesamtanlage Historischer Ortskern | Lage                                                        |              |                | 226051 DDB |
| Bild gesucht BW |                                    | Orleshäuser Hauptstraße 30 LageFlur: 1, Flurstück: 155      |              | Mitte 18. Jh.  | 226052 DDB |
| Bild gesucht BW |                                    | Orleshäuser Hauptstraße 37 LageFlur: 1, Flurstück: 119/3    |              | um 1760        | 2528 DDB   |
| Bild gesucht BW |                                    | Orleshäuser Hauptstraße 38 LageFlur: 1, Flurstück: 159, 161 |              | Anfang 19. Jh. | 2529 DDB   |
|                 |                                    | Orleshäuser Hauptstraße 66 LageFlur: 1, Flurstück: 66/1     |              |                | 2530 DDB   |
| Bild gesucht BW |                                    | Orleshäuser Hauptstraße 70 LageFlur: 1, Flurstück: 59       |              | um 1750        | 602531 DDB |
| Bild gesucht BW |                                    | Orleshäuser Hauptstraße 72 LageFlur: 1, Flurstück: 5/1      |              | Anfang 18. Jh. | 2531 DDB   |

### Rinderbügen
| Bild                           | Bezeichnung                    | Lage                                                     | Beschreibung | Bauzeit | Objekt-Nr. |
| ------------------------------ | ------------------------------ | -------------------------------------------------------- | ------------ | ------- | ---------- |
| Gesamtanlage Rinderbügener Hof | Gesamtanlage Rinderbügener Hof | Lage                                                     |              |         | 2534 DDB   |
| Bild gesucht BW                |                                | Borngasse 8 LageFlur: 1, Flurstück: 201                  |              | um 1700 | 226053 DDB |
| weitere Bilder                 | Evangelische Kirche            | Rinderbüger Hauptstraße 11 LageFlur: 1, Flurstück: 84    |              |         | 2533 DDB   |
| Bild gesucht BW                |                                | Rinderbüger Hauptstraße 35 LageFlur: 1, Flurstück: 197/1 |              | 18. Jh. | 226054 DDB |

### Rohrbach
| Bild                     | Bezeichnung              | Lage                                          | Beschreibung | Bauzeit | Objekt-Nr. |
| ------------------------ | ------------------------ | --------------------------------------------- | ------------ | ------- | ---------- |
| Bild gesucht BW          | Gesamtanlage Rohrbach    | Lage                                          |              |         | 602536 DDB |
| Bild gesucht BW          |                          | Klostergasse 3 LageFlur: 1, Flurstück: 71     |              | 17. Jh. | 2537 DDB   |
| Bild gesucht BW          |                          | Klostergasse 12 LageFlur: 1, Flurstück: 130/1 |              | um 1740 | 2538 DDB   |
| Evangelische Pfarrkirche | Evangelische Pfarrkirche | Klostergasse 16 LageFlur: 1, Flurstück: 136   |              | 1820–21 | 2539 DDB   |
| Bild gesucht BW          | Pfarrhaus                | Klostergasse 18 LageFlur: 1, Flurstück: 140   |              | 1688    | 2540 DDB   |
| Bild gesucht BW          | Hofanlage                | Klostergasse 23 LageFlur: 1, Flurstück: 50/1  |              |         | 2541 DDB   |
| Bild gesucht BW          |                          | Klostergasse 50 LageFlur: 1, Flurstück: 168   |              | um 1800 | 2542 DDB   |
| Bild gesucht BW          | Sachteil Portal          | Weihergasse 3 LageFlur: 1, Flurstück: 365     |              | 19. Jh. | 2543 DDB   |

### Vonhausen
| Bild            | Bezeichnung         | Lage                                                    | Beschreibung | Bauzeit        | Objekt-Nr. |
| --------------- | ------------------- | ------------------------------------------------------- | ------------ | -------------- | ---------- |
| weitere Bilder  | Evangelische Kirche | Am Haagberg LageFlur: 10, Flurstück: 4                  |              | 1834/35        | 2544 DDB   |
| Bild gesucht BW |                     | Burgstraße 7 LageFlur: 1, Flurstück: 181/3              |              | um 1700        | 2545 DDB   |
| Bild gesucht BW |                     | Burgstraße 11 LageFlur: 1, Flurstück: 245/1             |              | um 1700        | 2546 DDB   |
|                 |                     | Diebacher Straße 4 LageFlur: 1, Flurstück: 144          |              | 1827           | 2547 DDB   |
| Bild gesucht BW |                     | Diebacher Straße 6b LageFlur: 1, Flurstück: 140/2       |              | Anfang 20. Jh. | 2548 DDB   |
| Bild gesucht BW | Dorf-Waage          | Friedensstraße (bei Nr. 18) LageFlur: 1, Flurstück: 248 |              | Anfang 20. Jh. | 2549 DDB   |
| Bild gesucht BW |                     | Im Oberdorf 9 LageFlur: 1, Flurstück: 214/1             |              | um 1700        | 2550 DDB   |
| Bild gesucht BW |                     | Zur Reffenstraße 1 LageFlur: 1, Flurstück: 99           |              |                | 2551 DDB   |
|                 |                     | Zur Reffenstraße 2 LageFlur: 1, Flurstück: 115/1        |              | um 1780        | 2552 DDB   |
| Bild gesucht BW |                     | Zur Reffenstraße 4 LageFlur: 1, Flurstück: 114/2        |              | um 1790        | 2553 DDB   |

### Wolf
| Bild                     | Bezeichnung                             | Lage                                                                    | Beschreibung | Bauzeit       | Objekt-Nr. |
| ------------------------ | --------------------------------------- | ----------------------------------------------------------------------- | ------------ | ------------- | ---------- |
| Bild gesucht BW          | Gesamtanlage Historischer Ortskern Wolf | Lage                                                                    |              |               | 2554 DDB   |
| Bild gesucht BW          | Bruchsteinbrücke                        | Aulendiebacher Straße (L 3195) LageFlur: 1, Flurstück: 515/24           |              |               | 2556 DDB   |
| Bild gesucht BW          | Spritzenhaus                            | Dudenroder Straße (bei Nr. 3) LageFlur: 1, Flurstück: 65/2              |              | Mitte 19. Jh. | 2557 DDB   |
| Bild gesucht BW          |                                         | Dudenroder Straße 14 LageFlur: 1, Flurstück: 29/1                       |              | 18. Jh.       | 2558 DDB   |
| Evangelische Pfarrkirche | Evangelische Pfarrkirche                | Dudenroder Straße 21 LageFlur: 1, Flurstück: 112/1                      |              | 18. Jh.       | 2559 DDB   |
| Bild gesucht BW          |                                         | Dudenroder Straße 22 LageFlur: 1, Flurstück: 65/1                       |              | Mitte 18. Jh. | 2560 DDB   |
|                          |                                         | Dudenroder Straße 24 LageFlur: 1, Flurstück: 68/1                       |              | 18. Jh.       | 2561 DDB   |
| Bild gesucht BW          | Backhaus                                | Dudenroder Straße 26 LageFlur: 1, Flurstück: 69                         |              | um 1780       | 2562 DDB   |
|                          |                                         | Lindenstraße 4 LageFlur: 1, Flurstück: 75                               |              | Mitte 18. Jh. | 2563 DDB   |
| Wolfer Mühle             | Wolfer Mühle                            | Zur Wolfer Mühle 16, Auf der Rieden LageFlur: 1, Flurstück: 38/1, 507/2 |              | 18. Jh.       | 2555 DDB   |

### Wolferborn
| Bild            | Bezeichnung                                | Lage                                                                             | Beschreibung             | Bauzeit | Objekt-Nr. |
| --------------- | ------------------------------------------ | -------------------------------------------------------------------------------- | ------------------------ | ------- | ---------- |
| Bild gesucht BW | Gesamtanlagen Herzbergstraße/Am Mühlgraben | Am Mühlgraben 3–7 und Am Pflaster 2, Herzbergstraße 1–4, Wehrtbornstraße 57 Lage |                          |         | 2564 DDB   |
| Bild gesucht BW |                                            | Am Kaspersberg 7 LageFlur: 19, Flurstück: 380                                    |                          | 18. Jh. | 2565 DDB   |
| Bild gesucht BW | Gedenkstein                                | Am Schind (Herzbergstraße) LageFlur: 15, Flurstück: 6/7                          |                          |         | 226056 DDB |
| weitere Bilder  | Evangelische Pfarrkirche                   | Herzbergstraße 10 LageFlur: 11, Flurstück: 45                                    | Evangelische Pfarrkirche |         | 2567 DDB   |
| Brunnensäule    | Brunnensäule                               | Wehrtbornstraße (bei Nr. 33a) LageFlur: 18, Flurstück: 173                       |                          |         | 2566 DDB   |
| Bild gesucht BW | Backhaus                                   | Wehrtbornstraße 23 LageFlur: 19, Flurstück: 272                                  |                          |         | 2568 DDB   |
| Bild gesucht BW | Schule                                     | Wehrtbornstraße 31 LageFlur: 19, Flurstück: 230                                  |                          | 19. Jh. | 2569 DDB   |
| Bild gesucht BW |                                            | Wehrtbornstraße 34 LageFlur: 19, Flurstück: 222/6                                |                          | um 1800 | 2570 DDB   |
| Bild gesucht BW |                                            | Wehrtbornstraße 41 LageFlur: 18, Flurstück: 185                                  |                          | 18. Jh. | 2571 DDB   |
| Bild gesucht BW |                                            | Wehrtbornstraße 41a LageFlur: 18, Flurstück: 184                                 |                          | 18. Jh. | 2571 DDB   |
| Bild gesucht BW |                                            | Wehrtbornstraße 46 LageFlur: 18, Flurstück: 157/1                                |                          | um 1800 | 2572 DDB   |
| Bild gesucht BW |                                            | Wehrtbornstraße 57 LageFlur: 18, Flurstück: 202                                  |                          | 1789    | 2573 DDB   |